# Чемпіонат України з футболу 2023—2024: перша ліга
Чемпіонат України з футболу серед команд клубів першої ліги 2023—2024 — 33-й сезон першої ліги, який тривав з 27 липня 2023 року до 25 травня 2024 року. Переможцем турніру вперше у своїй історії став петрівський «Інгулець».
Через російське вторгнення в Україну матчі першого етапу пройшли без уболівальників. 1 грудня 2023 року Кабінет міністрів України доручив розробити рекомендації щодо допуску вболівальників на трибуни, внаслідок чого на матчі другого етапу був дозволений допуск глядачів.

## Регламент змагань
У змаганнях брали участь 20 команд. Змагання проходили в два етапи.
На першому етапі сформовано дві групи по десять команд за територіальним принципом. Змагання проводяться у два кола за круговою системою.
На другому етапі команди, що посіли 1−5 місця в кожній групі, сформували групу за вихід в УПЛ зі збереженням усіх показників, отриманих на першому етапі. Команди, що посіли 6−10 місця в кожній групі, сформували групу за право грати в першій лізі зі збереженням усіх показників, отриманих на першому етапі. На другому етапі команди групи А проводять матчі тільки з командами групи Б у два кола.
Команди, які посіли 1-ше та 2-ге місця в чемпіонській групі, виходять до Прем'єр-ліги напряму. Третя й четверта команди першої ліги зіграють стикові матчі за право виступати наступного сезону в УПЛ із 14-м та 13-м клубами Прем'єр-ліги відповідно. Стикові матчі складаються з двох матчів, по одному на полі кожної з команд-учасниць.
Команди, що посіли 18−20 місця в першій лізі, вибувають до другої ліги. Команди, що посіли 16−17 місця в першій лізі, гратимуть стикові матчі з командами, що посіли 2−3 місця в другій лізі, за право виступати в першій лізі наступного сезону.
У випадку, якщо декілька команд набрали однакову кількість очок, місця у турнірній таблиці визначаються за такими критеріями:
1. Більша кількість набраних очок в особистих зустрічах між цими командами.
2. Краща різниця забитих і пропущених м’ячів в особистих зустрічах.
3. Більша кількість забитих м’ячів в особистих зустрічах.
4. Краща різниця забитих і пропущених м’ячів в усіх матчах.
5. Більша кількість забитих м’ячів в усіх матчах.[7]

## Учасники
Перед початком сезону команда «Альянс» шляхом об'єднання із командою «Вікторія» змінила назву на «Вікторія» та переїхала з смт Липова Долина до міста Суми.
За результатами попереднього сезону до другої ліги мали вилетіти команди «Гірник-Спорт» та ФСК «Маріуполь», але через зняття команд «Скорук» та ФК «Львів» вони залишилися у першій лізі.
Склад учасників:
Група А
| Команда       | Населений пункт              | Стадіон                                         | Місткість стадіону | Місце в попер. ч-ті. |
| ------------- | ---------------------------- | ----------------------------------------------- | ------------------ | -------------------- |
| «Агробізнес»  | Волочиськ                    | «Юність»                                        | 2700               | —                    |
| «Буковина»    | Чернівці                     | «Буковина»                                      | 12 000             | 11                   |
| «Епіцентр»    | Кам'янець-Подільський        | ім. Григорія Тонкочеєва                         | 2587               | 6                    |
| «Карпати»     | Львів                        | «Україна»                                       | 28 051             | 5                    |
| «Металіст»    | Харків                       | «Авангард» (Ужгород) «Україна» (Львів) (1 матч) | 10 383 28 051      | 15 (Прем'єр-ліга)    |
| «Нива»        | с. Бузова Бучанського району | «Ювілейний» (Буча)                              | 1028               | 1 (друга ліга)       |
| «Нива»        | Тернопіль                    | Міський ім. Романа Шухевича                     | 15 150             | 7                    |
| «Поділля»     | Хмельницький                 | «Поділля»                                       | 6800               | —                    |
| «Прикарпаття» | Івано-Франківськ             | «Рух»                                           | 6500               | 9                    |
| ФК «Хуст»     | Хуст                         | «Карпати»                                       | 5200               | 2 (друга ліга, стик) |

Група Б
| Команда         | Населений пункт | Стадіон                                                                                             | Місткість стадіону | Місце в попер. ч-ті.    |
| --------------- | --------------- | --------------------------------------------------------------------------------------------------- | ------------------ | ----------------------- |
| «Вікторія»      | Суми            | «Ювілейний»                                                                                         | 25 830             | —                       |
| «Гірник-Спорт»  | Горішні Плавні  | «Юність»                                                                                            | 2500               | 16 (форс)               |
| «Діназ»         | Вишгород        | «Діназ» (с. Демидів)                                                                                | 500                | 12                      |
| «Інгулець»      | с-ще Петрове    | «Інгулець» ім. Олександра Поворознюка (с. Володимирівка) (1 матч)                                   | 1869 560           | 14 (Прем'єр-ліга, стик) |
| «Кремінь»       | Кременчук       | «Кремінь-Арена» ім. Олега Бабаєва                                                                   | 1566               | 8                       |
| «Лівий берег»   | Київ            | Арена «Лівий берег» (мас. Млиново)                                                                  | 4700               | —                       |
| ФСК «Маріуполь» | Маріуполь       | «Колос» (Бориспіль) «Лівий берег» (мас. Млиново) (1 матч) НТК ім. Віктора Баннікова (Київ) (1 матч) | 5654 1500 1678     | 15 (форс)               |
| МФК «Металург»  | Запоріжжя       | Центральний (Умань) «Славутич-Арена» (1 матч)                                                       | 7552 11 883        | 4                       |
| СК «Полтава»    | Полтава         | «Молодіжний»                                                                                        | 680                | 14                      |
| «Чернігів-ШВСМ» | Чернігів        | «Юність»                                                                                            | 3000               | 13                      |

Після зимової перерви рішенням Адміністрації ПФЛ назву команди «Нива» (Бузова) змінено на «Кудрівка-Нива».

## Перший етап

### Група А

#### Турнірна таблиця
| М  | Команда       | І  | В  | Н | П  | РМ    | О  |
| -- | ------------- | -- | -- | - | -- | ----- | -- |
| 1  | «Карпати»     | 18 | 14 | 3 | 1  | 34−10 | 45 |
| 2  | «Епіцентр»    | 18 | 8  | 7 | 3  | 27−21 | 31 |
| 3  | «Агробізнес»  | 18 | 8  | 5 | 5  | 20−15 | 29 |
| 4  | «Нива» Б      | 18 | 7  | 6 | 5  | 21−19 | 27 |
| 5  | «Прикарпаття» | 18 | 6  | 8 | 4  | 27−18 | 26 |
| 6  | «Буковина»    | 18 | 6  | 3 | 9  | 16−23 | 21 |
| 7  | «Поділля»     | 18 | 4  | 8 | 6  | 18−17 | 20 |
| 8  | «Нива» Т      | 18 | 5  | 5 | 8  | 15−19 | 20 |
| 9  | «Металіст»    | 18 | 3  | 5 | 10 | 13−27 | 14 |
| 10 | ФК «Хуст»     | 18 | 3  | 2 | 13 | 15−37 | 11 |

Позначення:

#### Результати матчів
| Команда       | АГР | БУК | ЕПІ | КАР | МЕТ | НБУ | НТЕ | ПОД | ПРИ | ХУС |
| ------------- | --- | --- | --- | --- | --- | --- | --- | --- | --- | --- |
| «Агробізнес»  |     | 3:0 | 1:1 | 0:1 | 3:1 | 1:0 | 2:1 | 0:0 | 1:1 | 3:0 |
| «Буковина»    | 1:0 |     | 0:2 | 0:1 | 1:0 | 3:3 | 0:1 | 0:2 | 1:0 | 0:0 |
| «Епіцентр»    | 1:1 | 2:1 |     | 3:2 | 2:2 | 0:2 | 2:3 | 2:2 | 1:1 | 3:1 |
| «Карпати»     | 3:0 | 2:1 | 2:0 |     | 3:0 | 1:1 | 3:0 | 2:1 | 3:3 | 1:0 |
| «Металіст»    | 1:2 | 2:3 | 0:1 | 0:3 |     | 1:1 | 0:0 | 1:1 | 0:1 | 0:3 |
| «Нива» Б      | 2:1 | 1:0 | 0:2 | 0:1 | 0:0 |     | 2:1 | 2:1 | 0:1 | 2:2 |
| «Нива» Т      | 0:0 | 0:1 | 1:2 | 1:1 | 0:1 | 2:0 |     | 0:0 | 1:0 | 4:1 |
| «Поділля»     | 0:1 | 1:1 | 0:0 | 0:1 | 1:0 | 0:2 | 2:0 |     | 1:1 | 4:1 |
| «Прикарпаття» | 2:0 | 2:1 | 2:2 | 0:1 | 1:2 | 2:2 | 0:0 | 1:1 |     | 7:0 |
| ФК «Хуст»     | 0:1 | 1:2 | 0:1 | 0:3 | 1:2 | 0:1 | 2:0 | 2:1 | 1:2 |     |

#### Найкращі бомбардири
| № | Футболіст       | Команда       | Голи (пен.) |
| - | --------------- | ------------- | ----------- |
| 1 | Андрій Хома     | «Прикарпаття» | 12          |
| 2 | Ігор Невес      | «Карпати»     | 8 (1)       |
| 3 | Василь Палагнюк | «Буковина»    | 8 (3)       |
| 4 | Руслан Паламар  | «Нива» Б      | 7 (4)       |
| 5 | Максим Гірний   | «Епіцентр»    | 6 (2)       |

### Група Б

#### Турнірна таблиця
| М  | Команда         | І  | В  | Н | П  | РМ    | О  |
| -- | --------------- | -- | -- | - | -- | ----- | -- |
| 1  | «Інгулець»      | 18 | 13 | 3 | 2  | 41−13 | 42 |
| 2  | «Лівий берег»   | 18 | 11 | 3 | 4  | 40−11 | 36 |
| 3  | ФСК «Маріуполь» | 18 | 8  | 7 | 3  | 22−14 | 31 |
| 4  | «Вікторія»      | 18 | 8  | 6 | 4  | 19−18 | 30 |
| 5  | СК «Полтава»    | 18 | 8  | 5 | 5  | 35−27 | 29 |
| 6  | МФК «Металург»  | 18 | 6  | 7 | 5  | 23−18 | 25 |
| 7  | «Гірник-Спорт»  | 18 | 5  | 2 | 11 | 16−32 | 17 |
| 8  | «Кремінь»       | 18 | 4  | 2 | 12 | 14−40 | 14 |
| 9  | «Чернігів-ШВСМ» | 18 | 4  | 1 | 13 | 20−44 | 13 |
| 10 | «Діназ»         | 18 | 3  | 4 | 11 | 15−28 | 13 |

Позначення:

#### Результати матчів
| Команда         | ВІК | ГІР | ДІН | ІНГ | КРЕ | ЛІВ | МАР | МЕТ | ПОЛ | ЧЕР |
| --------------- | --- | --- | --- | --- | --- | --- | --- | --- | --- | --- |
| «Вікторія»      |     | 1:0 | 2:1 | 0:1 | 3:0 | 1:0 | 0:0 | 1:1 | 0:0 | 2:1 |
| «Гірник-Спорт»  | 2:2 |     | 2:0 | 1:2 | 0:1 | 0:1 | 1:0 | 1:0 | 1:3 | 0:2 |
| «Діназ»         | 0:1 | 3:1 |     | 0:2 | 2:1 | 0:0 | 1:2 | 1:0 | 1:1 | 1:2 |
| «Інгулець»      | 3:0 | 1:1 | 3:0 |     | 5:1 | 2:1 | 0:1 | 3:2 | 5:0 | 6:1 |
| «Кремінь»       | 0:1 | 4:1 | 0:0 | 0:2 |     | 0:1 | 0:3 | 1:2 | 0:6 | 2:1 |
| «Лівий берег»   | 5:0 | 5:0 | 3:0 | 3:0 | 6:0 |     | 1:1 | 1:0 | 1:3 | 5:1 |
| ФСК «Маріуполь» | 0:0 | 2:3 | 2:1 | 1:1 | 1:0 | 0:2 |     | 2:2 | 1:1 | 3:1 |
| МФК «Металург»  | 2:0 | 0:1 | 1:1 | 0:0 | 0:0 | 1:1 | 0:0 |     | 3:1 | 4:2 |
| СК «Полтава»    | 2:2 | 4:1 | 2:1 | 1:3 | 4:1 | 2:1 | 0:2 | 1:2 |     | 2:0 |
| «Чернігів-ШВСМ» | 0:3 | 1:0 | 3:2 | 0:2 | 2:3 | 0:3 | 0:1 | 1:3 | 2:2 |     |

#### Найкращі бомбардири
| № | Футболіст        | Команда       | Голи (пен.) |
| - | ---------------- | ------------- | ----------- |
| 1 | Дмитро Щербак    | СК «Полтава»  | 10 (2)      |
| 2 | Андрій Співаков  | «Лівий берег» | 10 (5)      |
| 3 | Віталій Кольцов  | «Інгулець»    | 9 (6)       |
| 4 | Олександр Козак  | «Інгулець»    | 8           |
| 5 | Даниїл Сухоручко | «Лівий берег» | 7           |

## Другий етап
За підсумками першого етапу команди були поділені на дві групи: чемпіонську (за вихід до УПЛ) та вибування (за збереження місця у першій лізі).
На другому етапі всі показники команд, отримані на першому етапі, зберігаються. Команди проводять матчі лише з тими командами, з якими вони не зустрічалися на першому етапі.

### Чемпіонська група

#### Турнірна таблиця
| М  | Команда         | І  | В  | Н  | П  | РМ    | О  |
| -- | --------------- | -- | -- | -- | -- | ----- | -- |
|    | «Інгулець»      | 28 | 21 | 4  | 3  | 60−17 | 67 |
|    | «Карпати»       | 28 | 20 | 5  | 3  | 49−20 | 65 |
|    | «Лівий берег»   | 28 | 16 | 6  | 6  | 59−21 | 54 |
| 4  | «Епіцентр»      | 28 | 11 | 11 | 6  | 39−33 | 44 |
| 5  | «Прикарпаття»   | 28 | 10 | 10 | 8  | 35−30 | 40 |
| 6  | «Кудрівка-Нива» | 28 | 10 | 10 | 8  | 32−34 | 40 |
| 7  | «Вікторія»      | 28 | 10 | 9  | 9  | 23−27 | 39 |
| 8  | «Агробізнес»    | 28 | 10 | 8  | 10 | 27−29 | 38 |
| 9  | ФСК «Маріуполь» | 28 | 8  | 13 | 7  | 29−26 | 37 |
| 10 | СК «Полтава»    | 28 | 10 | 7  | 11 | 49−45 | 37 |

Позначення:

#### Результати матчів
| Команда         | АГР | ВІК | ЕПІ | ІНГ | КАР | КУД | ЛІВ | МАР | ПОЛ | ПРИ |
| --------------- | --- | --- | --- | --- | --- | --- | --- | --- | --- | --- |
| «Агробізнес»    |     | 0:0 |     | 1:0 |     |     | 0:2 | 1:1 | 3:1 |     |
| «Вікторія»      | 1:0 |     | 1:1 |     | 0:0 | 1:0 |     |     |     | 0:1 |
| «Епіцентр»      |     | 3:1 |     | 1:3 |     |     | 1:1 | 1:1 | 3:2 |     |
| «Інгулець»      | 3:0 |     | 1:0 |     | 2:1 | 0:0 |     |     |     | 4:0 |
| «Карпати»       |     | 1:0 |     | 1:2 |     |     | 3:3 | 3:1 | 2:1 |     |
| «Кудрівка-Нива» |     | 2:0 |     | 0:3 |     |     | 1:5 | 1:1 | 2:2 |     |
| «Лівий берег»   | 3:0 |     | 2:1 |     | 0:1 | 1:2 |     |     |     | 1:1 |
| ФСК «Маріуполь» | 1:1 |     | 0:1 |     | 1:2 | 0:0 |     |     |     | 1:1 |
| СК «Полтава»    | 2:1 |     | 0:0 |     | 0:1 | 2:3 |     |     |     | 3:0 |
| «Прикарпаття»   |     | 1:0 |     | 0:1 |     |     | 0:1 | 1:0 | 3:1 |     |

### Група вибування

#### Турнірна таблиця
| М  | Команда         | І  | В  | Н  | П  | РМ    | О  |
| -- | --------------- | -- | -- | -- | -- | ----- | -- |
| 11 | «Буковина»      | 28 | 12 | 5  | 11 | 38−29 | 41 |
| 12 | «Поділля»       | 28 | 9  | 12 | 7  | 36−26 | 39 |
| 13 | «Нива» Т        | 28 | 9  | 9  | 10 | 29−29 | 36 |
| 14 | «Металіст»      | 28 | 7  | 9  | 12 | 27−34 | 30 |
| 15 | «Діназ»         | 28 | 8  | 6  | 14 | 31−38 | 30 |
| 16 | ФК «Хуст»       | 28 | 9  | 2  | 17 | 34−53 | 29 |
| 17 | МФК «Металург»  | 28 | 7  | 7  | 14 | 27−48 | 28 |
| 18 | «Кремінь»       | 28 | 6  | 7  | 15 | 20−48 | 25 |
| 19 | «Чернігів-ШВСМ» | 28 | 6  | 5  | 17 | 34−66 | 23 |
| 20 | «Гірник-Спорт»  | 28 | 6  | 5  | 17 | 24−49 | 23 |

Позначення:

#### Результати матчів
| Команда         | БУК | ГІР | ДІН | КРЕ | МСТ | МРГ    | НТЕ | ПОД | ХУС | ЧЕР |
| --------------- | --- | --- | --- | --- | --- | ------ | --- | --- | --- | --- |
| «Буковина»      |     | 1:1 | 0:1 | 0:1 |     | 2:0    |     |     |     | 4:0 |
| «Гірник-Спорт»  | 2:3 |     |     |     | 0:0 |        | 0:1 | 1:1 | 0:2 |     |
| «Діназ»         | 0:2 |     |     |     | 0:0 |        | 2:0 | 1:1 | 1:0 |     |
| «Кремінь»       | 0:0 |     |     |     | 0:0 |        | 0:0 | 1:1 | 1:0 |     |
| «Металіст»      |     | 1:2 | 2:0 | 2:1 |     | 4:1    |     |     |     | 1:1 |
| МФК «Металург»  | 0:5 |     |     |     | 0:3 |        | 0:2 | 1:0 | 1:4 |     |
| «Нива» Т        |     | 2:0 | 1:4 | 1:1 |     | 4:0    |     |     |     | 0:0 |
| «Поділля»       |     | 2:0 | 3:0 | 3:1 |     | 3:1    |     |     |     | 2:1 |
| ФК «Хуст»       |     | 4:2 | 1:7 | 1:0 |     | 3:0[a] |     |     |     | 2:4 |
| «Чернігів-ШВСМ» | 1:5 |     |     |     | 2:1 |        | 3:3 | 2:2 | 0:2 |     |

a Згідно з рішенням КДК УАФ від 02 травня 2024 року за неявку на матч команді МФК «Металург» зараховано технічну поразку 0:3, а команді ФК «Хуст» – технічну перемогу 3:0.

## Перехідні матчі за право виступати в Прем'єр-лізі
За підсумками сезону команди, які посіли 13-те та 14-те місця в Прем'єр-лізі, грають перехідні матчі за право виступати у Прем’єр-лізі проти команд, які посіли відповідно четверте та третє місця в першій лізі. Жеребкування послідовності проведення матчів відбулося 1 травня 2024 року.
| 29 травня 2024 15:30 +25 °C |

| «Епіцентр» | 1:1      | «Верес»      |
| ---------- | -------- | ------------ |
| Мороз 28'  | Протокол | Гайдучик 80' |

| Арена «Лівий берег», Млиново Глядачів: 1170 Арбітр: Віктор Копієвський (Кропивницький) |

| 2 червня 2024 17:00 +20 °C |

| «Верес»                        | 3:1      | «Епіцентр» |
| ------------------------------ | -------- | ---------- |
| Гайдучик 7', 45+4' Шарай 45+2' | Протокол | Стень 89'  |

| «Авангард», Рівне Глядачів: 3789 Арбітр: Олексій Деревінський (Хмельницький) |

«Верес» переміг 4:2 за сумою двох матчів та зберіг місце в Прем’єр-лізі, а «Епіцентр» — у першій.
| 29 травня 2024 18:00 +23 °C |

| «Оболонь» | 1:0      | «Лівий берег» |
| --------- | -------- | ------------- |
| Мороз 53' | Протокол |               |

| «Оболонь-Арена», Київ Глядачів: 1200 Арбітр: Максим Козиряцький (Запоріжжя) |

| 2 червня 2024 16:00 +27 °C |

| «Лівий берег» | 1:1      | «Оболонь»     |
| ------------- | -------- | ------------- |
| Сідней 54'    | Протокол | Краснопір 65' |

| Арена «Лівий берег», Млиново Глядачів: 1711 Арбітр: Микола Балакін (Київська область) |

«Оболонь» перемогла 2:1 за сумою двох матчів та зберегла місце в Прем’єр-лізі, а «Лівий берег» — у першій.

## Перехідні матчі за право виступати в першій лізі
За підсумками сезону команди, які посіли 16-те та 17-те місця в першій лізі, грають перехідні матчі за право виступати у першій лізі проти команд, які посіли відповідно третє та друге місця у другій лізі. Жеребкування послідовності проведення матчів відбулося 8 травня 2024 року.
| 1 червня 2024 12:00 +23 °C |

| ФК «Хуст»     | 1:1      | ПФК «Звягель» |
| ------------- | -------- | ------------- |
| Станкович 55' | Протокол | Фесенко 76'   |

| «Карпати», Хуст Глядачів: 0 Арбітр: Людмила Тельбух (Дніпро) |

| 8 червня 2024 13:00 +25 °C |

| ПФК «Звягель»  | 1:0      | ФК «Хуст» |
| -------------- | -------- | --------- |
| Томандзото 66' | Протокол |           |

| «Авангард», Звягель Глядачів: 1200 Арбітр: Ігор Сташук (Чернігів) |

ПФК «Звягель» переміг 2:1 за сумою двох матчів та вийшов до першої ліги, ФК «Хуст» вибув до другої ліги.
Перед початком наступного сезону через те, що «Дружба» відмовилася підвищуватися з другої ліги до першої ліги, ФК «Хуст» зберіг місце у першій лізі. Згодом ПФК «Звягель» відмовився підвищуватися з другої ліги до першої ліги, тому «Кремінь», що мав вилетіти до другої ліги напряму, зберіг місце у першій лізі.
| 1 червня 2024 13:30 +28 °C |

| ЮКСА                                      | 3:1      | МФК «Металург» |
| ----------------------------------------- | -------- | -------------- |
| Махнєв 27' (пен.) Гоуларт 83' Венді 90+5' | Протокол | Гуменяк 29'    |

| НТК ім. Віктора Баннікова, Київ Глядачів: 150 Арбітр: Дмитро Осауленко (Полтава) |

| 8 червня 2024 12:00 +29 °C |

| МФК «Металург» | 0:4      | ЮКСА                                            |
| -------------- | -------- | ----------------------------------------------- |
|                | Протокол | Есеола 9' Венді 62' Ховайко 86' Євдокимов 90+3' |

| «Славутич-Арена», Запоріжжя Глядачів: 0 Арбітр: Андрій Зайцев (Донецька область) |

ЮКСА перемогла 7:1 за сумою двох матчів та вийшла до першої ліги, МФК «Металург» вибув до другої ліги.
Перед початком наступного сезону у зв'язку із проведенням перехідного турніру з метою визначення учасника УПЛ, одне місце у першій лізі залишилося вакантним, тому МФК «Металург» зберіг місце у першій лізі.

## Статистика
У списку враховані показники, здобуті на першому та другому етапах.

### Найкращі бомбардири
| №  | Футболіст        | Команда       | Матчі | Голи (пен.) |
| -- | ---------------- | ------------- | ----- | ----------- |
| 1  | Дмитро Щербак    | СК «Полтава»  | 26    | 14 (4)      |
| 2  | Василь Палагнюк  | «Буковина»    | 26    | 14 (5)      |
| 3  | Андрій Хома      | «Прикарпаття» | 27    | 14          |
| 4  | Артем Сітало     | «Інгулець»    | 24    | 12          |
| 5  | Андрій Співаков  | «Лівий берег» | 26    | 12 (5)      |
| 6  | Ігор Невес       | «Карпати»     | 27    | 12 (2)      |
| 7  | Данило Кравчук   | «Епіцентр»    | 22    | 11          |
| 8  | Євгеній Рязанцев | «Металіст»    | 26    | 10          |
| 9  | Даниїл Сухоручко | «Лівий берег» | 28    | 10          |
| 10 | Віталій Кольцов  | «Інгулець»    | 28    | 10 (6)      |

### Найкращі асистенти
| № | Футболіст           | Команда       | Гол. передачі |
| - | ------------------- | ------------- | ------------- |
| 1 | Богдан Шмигельський | СК «Полтава»  | 10            |
| 2 | Євген Запорожець    | «Інгулець»    | 8             |
| 2 | Євген Підлепенець   | «Карпати»     | 8             |
| 2 | Василь Цюцюра       | «Прикарпаття» | 8             |

### Найкращі за системою «гол + пас»
| № | Футболіст     | Команда      | «гол + пас» | Г. | П. |
| - | ------------- | ------------ | ----------- | -- | -- |
| 1 | Дмитро Щербак | СК «Полтава» | 20          | 14 | 6  |
| 2 | Артем Сітало  | «Інгулець»   | 18          | 12 | 6  |

### Найкращі воротарі («сухі матчі»)
| № | Футболіст          | Команда                  | «Сухі матчі» |
| - | ------------------ | ------------------------ | ------------ |
| 1 | Андрій Кожухар     | «Карпати»                | 16           |
| 2 | Олексій Паламарчук | «Інгулець»               | 14           |
| 3 | Максим Механів     | «Нива» Т / «Лівий берег» | 10           |

### Відвідуваність матчів
| Команда       | Домашніх матчів з глядачами | Відвідуваність домашніх матчів | Відвідуваність домашніх матчів | Відвідуваність домашніх матчів | Відвідуваність домашніх матчів |
| Команда       | Домашніх матчів з глядачами | Сумарна                        | Середня                        | Максимальна                    | Мінімальна                     |
| ------------- | --------------------------- | ------------------------------ | ------------------------------ | ------------------------------ | ------------------------------ |
| «Агробізнес»  | 5                           | 2930                           | 586                            | 920                            | 250                            |
| «Буковина»    | 5                           | 7355                           | 1471                           | 1800                           | 1105                           |
| «Епіцентр»    | 5                           | 4240                           | 848                            | 900                            | 800                            |
| «Карпати»     | 5                           | 9800                           | 1960                           | 2000                           | 1800                           |
| «Лівий берег» | 4                           | 1890                           | 473                            | 800                            | 350                            |
| «Металіст»    | 5                           | 450                            | 90                             | 100                            | 50                             |
| «Нива» Т      | 5                           | 1500                           | 300                            | 300                            | 300                            |
| «Поділля»     | 5                           | 2200                           | 440                            | 500                            | 200                            |
| Всього        | 39                          | 30365                          | 779                            | 2000                           | 50                             |

Домашні матчі решти команд проходили без глядачів.